# Labuhan Ruku
Labuhan Ruku is een bestuurslaag in het regentschap Batu Bara van de provincie Noord-Sumatra, Indonesië. Labuhan Ruku telt 4978 inwoners (volkstelling 2010).